# آشنباخ (رود)
آشنباخ (به آلمانی: Aschenbach) یک رود در آلمان است که در بادن-وورتمبرگ واقع شده‌است.